# Cezar Rapotan
Cezar Rapotan este un om de afaceri român, cu activități în comerțul cu materiale de construcții. Acesta s-a născut în anul 1966, iar după terminarea Facultății de Mecanică din cadrul Universității Galați, în anul 1992, a început o afacere cu numai 2.000 de dolari, împrumutați de la familie și prieteni.
În anul 1994, Cezar Rapotan a înființat Arabesque (companie), în orașul Galați. Compania a avut o ascensiune continuă, în prezent fiind cel mai mare distribuitor de materiale de construcții de pe piață.
În anul 2017, Cezar Rapotan preia acțiunile Angelicăi Rapotan, împreună cu care a fondat compania în anul 1994. Omul de afaceri ajunge astfel la un pachet de 98% din acțiuni, restul de 2% aparținând lui Mircea Rapotan. Avea o avere estimată la 1,1 miliarde de lei în 2022.